# Croton curuguatyensis
Espèce
Croton curuguatyensis est une espèce de plantes à fleurs du genre Croton et de la famille des Euphorbiaceae présente au Paraguay.
Il a pour synonyme :
- Croton pohlianus var. macrophyllus Chodat & Hassl.